# Josip-Juraj-Strossmayer-Universität Osijek
Die Josip-Juraj-Strossmayer-Universität-Osijek (kroat.: Sveučilište Josipa Jurja Strossmayera u Osijeku) ist eine staatliche kroatische Universität in Osijek.

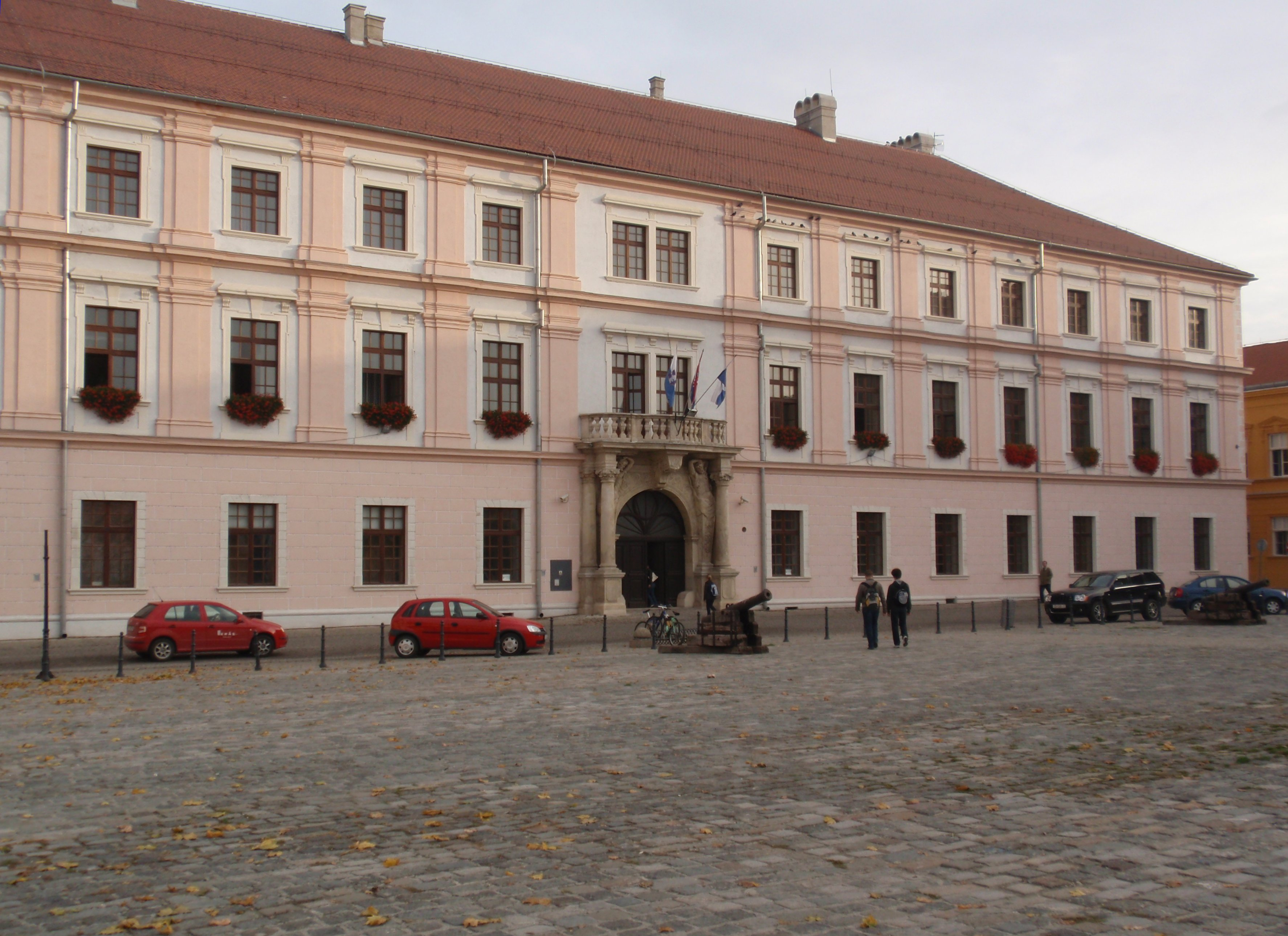
Rektorat der Universität Osijek

Die Universität befindet sich mit dem Hauptgebäude, dem Rektorat und der Landwirtschaftlichen Fakultät im historischen Stadtkern der viertgrößten Stadt Kroatiens, die anderen Fakultäten verteilen sich im Stadtgebiet (Tvrda, Drava, Gaj-Campus). Von 1977 bis zum Jahr 2000 haben sich 8810 Studenten in die Universität eingeschrieben.

## Beschreibung
Im Jahre 1999 wurden das Lehrerstudium und die Vorschulerziehung aus dem Programm der Universität genommen. Die beiden Fachbereiche wurden vereint und somit entstand die Hochschule, die auch Lehrerbildungsanstalt genannt wird. Am 29. September 1999 hat die Pädagogische Universität ihren Namen in Philosophische Fakultät geändert.
Der Universitätskomplex hat vier Etagen. In der ersten Etage befinden sich die Verwaltung, die Hörsäle, die Studentenkantine, und die Druckerei. Die anderen drei Etagen haben ebenfalls Klassenzimmer, Hörsäle und Kabinetten. In der zweiten und dritten Etage befindet sich jeweils eine Bibliothek. Das älteste Buch in der Bibliothek stammt aus dem Jahr 1767 und heißt Nova Slavonska i Nimacska Gramatika (Die Neue Slavonische und Deutsche Grammatik) von Mathiam Antonium Relkovich. Die Universitätsbibliothek zählt zusammen mit den Fakultätsbibliotheken insgesamt über 550.000 Bände.
Die Universität bietet neun Studienrichtungen aus dem Bereich der Geistes-, Sozial- und Naturwissenschaften an. Sie ist auch ein Zentrum der kroatischen Unternehmerausbildung. Ferner gibt es in der Universität Osijek neben den Bachelor- und Masterabschlüssen in vier Abteilungen und der Akademie der Künste zahlreiche postgraduale Weiterbildungsmöglichkeiten.
Ab dem Wintersemester 2020 bietet die Medizinische Fakultät in Zusammenarbeit mit dem im deutschsprachigen Raum agierenden Gesundheitsdienstleister Ameos ein Medizinstudium in deutscher Sprache an.

## Hochschulpartnerschaften
Die Universität arbeitet auch mit den Universitäten und Fakultäten im Ausland sehr eng zusammen, wie zum Beispiel mit den Fakultäten aus Wien, Budapest, Bratislava oder Augsburg. 1978 initiierte der Althistoriker Gunther Gottlieb die bis dato intensive Hochschulpartnerschaft mit der Universität Augsburg. Diese Hochschulpartnerschaft ist die älteste, die die Universität Augsburg mit einer ausländischen Universität pflegt.
Außerdem engagiert sie sich in zahlreichen Hochschulpartnerschaften in Bosnien und Herzegowina, Italien, Norwegen, Russland, Schweden, den USA und anderen Ländern.
Die Universität nimmt ebenso an verschiedenen Studenten- und Professorenaustauschen teil.

## Maribor-Netzwerk
2004 wurde das Maribor-Netzwerk mit dem Ziel der Bündelung von Studienangeboten mit europäischen Programmen (TEMPUS, Socrates-Erasmus, CEEPUS) gegründet. An diesem Universitätsnetzwerk sind folgende Hochschulen beteiligt:
- Universität Maribor, Slowenien
- Universität Udine, Italien
- Alpen-Adria-Universität Klagenfurt, Österreich
- Philipps-Universität Marburg, Deutschland
- Universität Trnava, Slowakei
- Universität Bielsko-Biała, Polen
- Berzsenyi Daniel College Szombathely, Ungarn
- Josip-Juraj-Strossmayer-Universität Osijek

## Fakultäten in Osijek
- Fakultät für Bauwesen, mit den Abteilungen Bauingenieurwesen, Wasserbau, Bauinstandsetzung, Baumanagement
- Fakultät für Elektrotechnik, mit den Abteilungen Elektroingenieurwesen, Kommunikations- und Informationswissenschaften, Elektroenergetik
- Fakultät für Rechtswissenschaften
- Fakultät für Landwirtschaft und Tierzucht, mit den Abteilungen Agrarwirtschaft, Bodenbewirtschaftung, Maschinentechnik, Zootechnologie, Ökologie
- Fakultät für katholische Theologie
- Fakultät für Kulturtechnik und Lebensmitteltechnologie, mit den Abteilungen Lebensmitteltechnologie, Ernährungswesen, Verfahrenstechnik
- Fakultät für Maschinenbau mit den Abteilungen Produktdesign, Produktionslogistik, Materialwissenschaft, Ingenieurtechnologie
- Fakultät für Medizin, mit den Abteilungen Biomedizin und Gesundheitswesen
- Fakultät für Pädagogik mit der Abteilung Lehramt
- Fakultät für Philosophie, mit der Abteilungen Philosophie, Pädagogik, Psychologie, Geschichte, Sprach- und Literaturwissenschaften (Kroatistik, Germanistik, Anglistik) und Informationswissenschaften
- Fakultät für Wirtschaftswissenschaften mit den Abteilungen Entrepreneurship, Regionalplanung- und Management, Finanzwissenschaft, Marketing, Betriebswirtschaft (Wirtschaftsinformatik, Handel und Logistik)

sowie die naturwissenschaftlichen Neugründungen:
- Abteilung für Biologie
- Abteilung für Chemie
- Abteilung für Mathematik
- Abteilung für Physik
- Akademie der Künste mit Musik-, Kunst- und Theaterwissenschaften

## Geschichte
Die Universität wurde im Jahr 1975 in Osijek gegründet. Sie hat eine lange Geschichte, da ihre Ausbildung von Lehrern eine langjährige Tradition hat. Diese Tradition reicht bis in die Jahre 1707 und 1724 zurück. Zu dieser Zeit gab es in Osijek nur zwei Hochschulinstitutionen, und zwar für das Philosophiestudium und das Theologiestudium.
Die Strossmayer-Universität hat auch mehrmals ihren Namen geändert. Sie ist deswegen als die Pädagogische Universität bekannt, weil sie die Tradition der Lehrerbildungsanstalt und der Pädagogischen Akademie fortgesetzt hat. In der Pädagogischen Akademie wurden Lehrer für die Arbeit in Grundschulen ausgebildet. Erst in den 1970er Jahren, wurden die Lehrer auch für den Mittelschulunterricht ausgebildet.
Der Bau des existierenden historischen Gebäudes begann 1894 und endete 1895. Die Baufirma war O. Priester und Deutsch aus Zagreb und das Universitätsgebäude war zuerst für die Volksschule bestimmt. Die Strossmayer-Universität ist nicht nur eine Universität, sondern auch eine Institution mit bedeutsamem Kulturgut der Stadt Osijek.
Namensgeber ist der in Osijek geborene katholische Theologe und Politiker Josip Juraj Strossmayer (1815–1905).